# CJ엠디원
씨제이엠디원 주식회사(영어: CJ MD1)은 CJ제일제당 식품사업의 매장내 영업활동을 수행하고 있는 머천다이징(Merchandising)회사이며, CJ그룹 계열사이다.
2002년 10월 CJ제일제당에서 MD1으로 분리 독립한 것이 시초이며, 2004년 11월 MD1에서 CJ엠디원으로 사명을 변경하여 현재에 이르고 있다.
CJ그룹의 제품,상품을 백화점, 할인점, 유통, 수퍼, 대리점 등에서 판매활동을 하고 있으며, CJ엠디원은 가치경영을 통하여 , 단순히,제품을 판매하는 회사에서 한명,한명의 고객에게 건강하고 품질 좋은 제품과 행복이라는 가치를 선사하는 꿈과 열정이 가능한 행복 메신저로 활동하고 있다.

## 연혁
- 2002년: MD1창립,최상모 대표이사 취임, CJ제일제당 판촉업무 위탁
- 2003년: 김해동 대표이사 취임,이벤트 도우미팀 발족, Smile MD1 CS경영혁신
- 2004년: MD1(주)에서 CJ엠디원(주)로 사명변경,중국법인 머천다이징 지도인력 파견,한국능률협회 서비스부문 고객만족 경영대상 수상
- 2005년: CJ라이온 판촉업무위탁,CJ제일제당 대리점 판촉업무위탁,미국 머친다이징 교육컨설팅
- 2006년: 해찬들,CJ씨푸드 판촉업무 위탁,건강 컨설턴트 운영,CJ 온리원대상 가치실천상 수상
- 2007년: 해찬들 M/S 1위,CJ엠디원 Best Practice발표회
- 2008년: 박승원 대표이사 취임,신 비젼 & 미션 선포,친절한 사람들 엠디원 CS경영혁신
- 2009년: CS모니터링 업계 1위,거래처 친절사원 최다배출 ( 700명 )
- 2010년: 곽일화 대표이사 취임,동남아시아 판촉활동 교육컨설팅(중국,베트남,싱가포르),B2B판촉활동, 서울 중구 쌍림동 CJ제일제당 센터 사옥으로 이전
- 2011년: 호주 및 미주지역 판촉활동 교육컨설팅,현장관리 표준MMS( MD1 Merchandising Standard) 개발
- 2012년: 박순범 대표이사 취임,新Slogan 선포 ( 열정 & 미소 ),푸드스타 유통매장 Cooking Class Tour
- 2013년: 임용문 대표이사 취임,가치경영체계 수립,마스코드‘꿈이’와‘Dream Song’제작 ,CJ제일제당 Awards 성과창출상 수상
- 2014년: CRM전문조직 출범,CJ ONLYONE 대상(가치실천상) 수상
- 2015년 12월: 김수현 대표이사 취임.
- 2017년 12월: 김태호 대표이사 취임.
- 2022년 1월: 장용식 대표이사 취임.
- 2024년 2월: 양상현 대표이사 취임.
- 2024년 7월: 강진희 대표이사 취임.
- 2024년 11월: 김동환 대표이사 취임.